# Stripped (album The Rolling Stones)
Stripped – szósty album w USA, a piąty album koncertowy w Wielkiej Brytanii grupy The Rolling Stones.

## Lista utworów
1. "Street Fighting Man" – 3:41
2. "Like a Rolling Stone" (Bob Dylan) – 5:39
3. "Not Fade Away" (Norman Petty/Charles Hardin) – 3:06
4. "Shine a Light" – 4:38
5. "The Spider and the Fly" (Nanker Phelge) – 3:29
6. "I’m Free" – 3:13
7. "Wild Horses" – 5:09
8. "Let It Bleed" – 4:15
9. "Dead Flowers" – 4:13
10. "Slipping Away" – 4:55
11. "Angie" – 3:29
12. "Love In Vain" (Robert Johnson. Ar. Mick Jagger/Keith Richards) – 5:31
13. "Sweet Virginia" – 4:16
14. "Little Baby" (Willie Dixon) – 4:00

## Listy przebojów
Album – Billboard (Ameryka Północna)
| Rok       | Lista                               | Pozycja |
| --------- | ----------------------------------- | ------- |
| 1995 1996 | UK Top 75 Albums UK Top 75 Albums   | 9 30    |
| 1995 1996 | The Billboard 200 The Billboard 200 | 9 37    |

Single – Billboard (North America)
| Rok  | Single               | Lista                  | Pozycja |
| ---- | -------------------- | ---------------------- | ------- |
| 1995 | Like a Rolling Stone | UK Top 75 Single       | 12      |
| 1995 | Like a Rolling Stone | Mainstream Rock Tracks | 16      |
| 1995 | Like a Rolling Stone | Bubbling Under Hot 100 | 109     |